# Ruslan Albertowitsch Sacharow
Ruslan Albertowitsch Sacharow (russisch Руслан Альбертович Захаров; * 24. März 1987 in Gorki) ist ein ehemaliger russischer Shorttracker und Olympiasieger.

## Werdegang
Sacharow feierte seinen ersten großen internationalen Erfolg mit dem achten Platz über 1500 m bei den Shorttrack-Weltmeisterschaften 2008. Bei den Shorttrack-Europameisterschaften 2009 in Turin gewann er das 3000-m-Finale. Für eine Mehrkampfmedaille reichte es nicht. Bei den Olympischen Winterspielen 2010 in Vancouver startete er über 500, 1000 und 1500 m, schied dabei jedoch in allen drei Wettbewerben bereits in den Vorläufen aus und landete in den Wertungen jenseits der Top 20.
Seine ersten internationalen Medaillen gewann Sacharow bei den Shorttrack-Europameisterschaften 2011 in Heerenveen. Er gewann die Bronzemedaille über die 1500-Meter-Distanz, zudem erreichte er den zweitn Platz im Superfinale über 3000 m. In der Mehrkampf-Gesamtwertung verpasste Sacharow Bronze, nachdem Sjinkie Knegt im 3000-m-Finale fünf Extrapunkte bekam und sich damit auf den Bronzerang schob.
Im Weltcup feierte er in der Saison 2012/13 mit der 5000-Meter-Staffel im Oktober in Calgary als Dritter seinen ersten Podestplatz. Bei den Shorttrack-Europameisterschaften 2013 in Malmö gewann er als Mitglied des russischen Teams Staffel-Gold.
Bei den Olympischen Winterspielen in Sotschi 2014 gewann er mit der russischen Staffel über 5000 m eine Goldmedaille. In den Einzeldisziplinen trat er nicht an.